# Balneário Pinhal
Balneário Pinhal is een gemeente in de Braziliaanse deelstaat Rio Grande do Sul. De gemeente telt 11.840 inwoners (schatting 2009).

## Aangrenzende gemeenten
De gemeente grenst aan Capivari do Sul, Cidreira en Palmares do Sul.